# La suicida
La suicida è un dipinto della pittrice francese Jeanne Hébuterne realizzato presumibilmente nel 1920.

## Descrizione
L'artista si autoritrae distesa su un letto totalmente bianco con il corpo sgraziatamente abbandonato, dando risalto al rosso del bordo del letto, del sangue che sgorga dal petto dopo essersi pugnalata, della gonna e ai riflessi ramati dei capelli sciolti.
Il ventre è curvo essendo la donna alla sua seconda gravidanza.